# Municipio de Leshara
El municipio de Leshara (en inglés: Leshara Township) es un municipio ubicado en el condado de Saunders en el estado estadounidense de Nebraska. En el año 2010 tenía una población de 526 habitantes y una densidad poblacional de 8,55 personas por km².

## Geografía
El municipio de Leshara se encuentra ubicado en las coordenadas 41°19′56″N 96°26′52″O / 41.33222, -96.44778. Según la Oficina del Censo de los Estados Unidos, el municipio tiene una superficie total de 61.54 km², de la cual 56,53 km² corresponden a tierra firme y (8,14 %) 5,01 km² es agua.

## Demografía
Según el censo de 2010, había 526 personas residiendo en el municipio de Leshara. La densidad de población era de 8,55 hab./km². De los 526 habitantes, el municipio de Leshara estaba compuesto por el 95,82 % blancos, el 0,57 % eran afroamericanos, el 0,19 % eran amerindios, el 0,19 % eran asiáticos, el 1,71 % eran de otras razas y el 1,52 % eran de una mezcla de razas. Del total de la población el 2,28 % eran hispanos o latinos de cualquier raza.